# Mary Cullen
Mary Cullen, född den 17 augusti 1982, är en irländsk friidrottare som tävlar i medeldistanslöpning.
Cullen deltog vid EM i Göteborg på 5 000 meter och slutade där tolva i finalen på tiden 15.25,80. Hon var även i final vid inomhus-EM 2007 på 3 000 meter där hon slutade sjua på tiden 9.00,42. Hon deltog även vid VM i Osaka 2007 där hon emellertid blev utslagen i försöken.
Vid inomhus-EM 2009 slutade hon på tredje plats på 3 000 meter på tiden 8.48,47.